# Hal Greer
Harold Everett Greer, conegut simplement com a Hal Greer   (Huntington, 26 de juny de 1936 - Arizona, 14 d'abril de 2018), va ser un basquetbolista estatunidenc que jugava en la posició de base.
Va disputar la competició de l'NCAA amb la Universitat de Marshall, amb la qual cosa es va convertir en el primer afroamericà a competir en un equip de bàsquet universitari de primera línia en tot Virgínia de l'Oest. Va acumular gairebé 1.400 punts en els 71 partits que va jugar amb l'equip de Marshall.
El 1958, va ser elegit en la segona ronda del draft de l'NBA pels Syracuse Nationals, amb els quals va passar 15 temporades com a professional. Greer va continuar fent carrera amb els Nationals quan el 1963 l'equip es va traslladar a Filadèlfia i es va canviar el nom original pel de Philadelphia 76ers. En aquesta època va coincidir amb Wilt Chamberlain, que liderava l'equip, amb el qual va guanyar el campionat de l'NBA de la temporada 1966-67. Va ser seleccionat per a jugar a l'All-Star Game en 10 ocasions; la més destacada és la del 1968, en què va aconseguir ser el MVP del partit i va batre un rècord.
Va abandonar la competició professional el 1973, amb el rècord de més partits disputats (1.122). El seu nombre esportiu, el 15, va ser retirat pels 76ers com a homenatge a la seva carrera. El 1978, el carrer 16 de la seva vila natal, Huntington, va ser reanomenat Hal Greer Boulevard. El 1982, va ser inclòs en el Naismith Memorial Basketball Hall of Fame. A més, el 1996 va ser distingit com un dels 50 millors jugadors de la història de l'NBA. El 2018, va morir a Arizona a l'edat de 81 anys per causa d'una malaltia breu.